# Melanodryas
Melanodryas es un género de aves paseriformes perteneciente a la familia de los Petroicidae, que tiene dos especies reconocidas científicamente.

## Especies
- Melanodryas cucullata  (Latham, 1802)
- Melanodryas vittata  (Quoy y Gaimard, 1830)